# Bilskirner
Bilskirner, także Bilskirnir (staronord. Bilskirnir) – w mitologii nordyckiej pałac Thora w Asgardzie. Budowla składa się z 540 komnat, a rozmiarem dorównuje Walhalli Odyna. Opis pałacu znajduje się w Eddzie młodszej.